# Paula Sartor
Paula Sartor (Buenos Aires, 3 ottobre 1990) è un'attrice argentina.

## Filmografia

### Cinema
- Apariencias, regia di Alberto Lecchi (2000)
- Déjala correr, regia di Alberto Lecchi (2001)
- Las manos, regia di Alejandro Doria (2006)
- El frasco, regia di Alberto Lecchi (2007)
- Inevitable, regia di Jorge Algora (2014)
- Casi leyendas, regia di Gabriel Nesci (2017)
- Los olvidados, regia di Luciano Onetti e Nicolás Onetti (2018)
- El amor menos pensado, regia di Juan Vera (2018)
- El plan divino, regia di Víctor Laplace (2019)
- La maldición del guapo, regia di Beda Docampo Feijóo
- Ámbar, regia di Esteban Ramírez Jiménez (2020)
- El hombre inconcluso, regia di Matías Bertilotti (2022)
- Caminemos Valentina, regia di Alberto Lecchi (2023)

### Televisione
- Mujeres de nadie – serial TV (2008)
- Ninì – serial TV (2009-2010)
- Sutiles diferencias – serial TV (2010)
- Maltratadas – miniserie TV, 1 episodio (2011)
- Terra ribelle – serie TV (2012)
- Cuentos de identidad – serie TV (2014)
- En terapia – serie TV (2014)
- Círculos – miniserie TV (2016)
- La última hora – serie TV, 1 episodio (2016)
- Mis noches sin ti – serie TV (2016)
- Il segreto non rivelato  (Secreto bien guardado) – miniserie TV (2019)

## Discografia

### Colonne sonore
- 2009 – Arriba las ilusiones

## Videografia
2006 – Javier Calamaro - 4 Rosas y una vela

## Teatro
- La diosa (1999)
- Niní: La búsqueda (2010)
- Futuro amor (2010)
- Muros de fama (2020)

## Doppiatrici italiane
- Nelle versioni in italiano delle opere in cui ha recitato, Paula Sartor è stata doppiata da:
- Gaia Bolognesi in Niní[1]
- Monica Migliori in Terra ribelle